# 東京都社会保険労務士会
東京都社会保険労務士会（とうきょうとしゃかいほけんろうむしかい）は、社会保険労務士法第25条第26項に基づき設立された各都道府県会の一つであり、東京都で登録される社会保険労務士で構成されている。社会保険労務士の登録は各都道府県社会保険労務士会を通じて全国社会保険労務士会連合会に備え付けられている社会保険労務士名簿に登録することが義務付けられている。

## 業務
東京都内の社会保険労務士の登録・入会の事務、会報の発行（月刊）、会員のための各種研修会の開催等の事業を行っている。

## 歴史
- 1978年 - 発足
- 2014年 - 東京都千代田区神田駿河台4-6 御茶ノ水ソラシティアカデミア4Fに移転

## 統括支部及び支部
東京都社会保険労務士会は九つの統括支部を設け、さらに統括支部内に支部を設置している。
- 千代田統括支部（千代田支部）
- 中央統括支部（中央支部、台東支部、文京支部）
- 城西統括支部（新宿支部、中野・杉並支部）
- 臨海統括支部（港支部、品川支部、大田支部）
- 山手統括支部（目黒支部、渋谷支部、世田谷支部）
- 城北統括支部（豊島支部、板橋支部、北支部、練馬支部）
- 城東統括支部（墨田支部、葛飾支部、江東支部、江戸川支部、足立・荒川支部）
- 武蔵野統括支部（武蔵野支部）
- 多摩統括支部（多摩支部）